# Предсједник Аустрије
Председник Аустрије (нем. Bundespräsident der Republik Österreich - Федерални предсједник Републике Аустрије) је шеф државе Аустријске Републике. Иако му је уставом теоријски повјерена велика моћ, у пракси је предсједник углавном церемонијална и симболичка фигура. Предсједник се бира сваких шест година општим правом гласа и може остати на дужности дванаест година. Председник је врховни извршни орган заједно са министрима, државним секретарима и члановима државних влада. Један од најважнијих председничких задатака је именовање канцелара и, по његовом савету, осталих чланова владе.
Предсједник у Аустрији је на првом мјесту по редосљеду првенства, и изнад је предсједника Националног вијећа као и канцелара. Предсједниково радно мјесто налази се у крилу Леополдине у Хофбуршкој царској палати у Бечу.
Канцеларија председника створена је уставом 1. октобра 1920. године. Према уставном амандману из 1929. године, предсједника директно бира народ. Ипак, реизбор председника Вилхелма Микласа 1931. године извршила је Федерална скупштина. Миклас је остао у диктаторској федералној држави све до своје оставке 1938. године. Чак је и Карл Ренер и изабран од стране Федералне скупштине 20. децембра 1945. године. Тек 1951. године Теодор Кернер је постао први предсједник који је изабран од стране народа.
Многи предсједници су стекли огромну популарност док су били на власти, а ниједан предсједник никада није изгубио мандат на реизбору, иако се Курт Валдхајм није кандидовао за други мандат. Пет предсједника је умрло док су били на власти. Од 2004. до 2016. године канцеларију је окупирао социјалдемократ Хајнц Фишер. Од увођења популарног гласања у 1951, само чланови и кандидати из Социјалдемократске партије и Народне странке били су бирани за предсjедника, све до избора тренутног предсједника Алекандер ван дер Беллен 2016. којег су подржали Зелени.

## Историја
Прије распада мултинационалне аустроугарске монархије пред крај Првог свјетског рата, оно што је сада Република Аустрија било је дио монархије са царем који је представљао и шефа државе као и извршну власт. Царство је приметно почело да се распада крајем 1917. године и распало се у неколико независних држава током наредне године.
Од 21. октобра 1918. године, парламентарци Царског савета који су представљали етнички њемачке провинције царства формирали су Привремену националну скупштину за своју државу и именовали лидера партије ветерана Карла Зајца као једног од тројице председавајућих (21. октобар 1918 - 16. фебруар 1919). Као пресједавајући, он је постао де факто члан Државног савета (Deutschösterreichischer Staatsrat). Државни савет је 12. новембра 1918. године колективно преузео функције шефа државе према резолуцији Народне скупштине.
Дана 11. новембра, цар Карло I објавио је: "Одричем се сваког учешћа у државној управи. Исто тако, ослободио сам чланове аустријске владе из њихових служби."  Сутрадан је парламент прогласио Републику Њемачку-Аустрију. Председници скупштина (Зајц, Франц Дингхофер и Јохан Непомук Хаузер) наставили су да обављају дужности шефа државе до 4. марта 1919. године, када је конститутивна Народна скупштина колективно преузела ове функције. Зајц (5. март 1919. - 10. новембар 1920) је био једини председник Уставотворне народне скупштине.
Карл Зајц је обављао дужности шефа државе у складу са законом од 1. октобра 1920. године, који је те дужности пренио на "бившег предсједника Уставотворне народне скупштине" за период од 10. новембра 1920. до дана инаугурације првог предсједника (9. децембар 1920). Будући да Аустрија није довршила своју одлуку да се структурира као федерација прије формалног проглашења Устава Аустрије 1. октобра 1920. године, представљање Саица као предсједника било би нетачно. Аустријски први прави Bundespräsident био је Михаел Хаиниш, непосредни наследник Карла Зајца. У сродној напомени, многи популарни извори наводе неки мање или више случајне датуме између октобра 1918. и марта 1919. као почетак Зајцовог мандата. Док је већина њих само обмањујућа, други су очигледно погрешни: иако је Зајц именован за предсједника Уставотворне народне скупштине у октобру 1918. године, било би немогуће да он служи као Bundespräsident, будући да република није била чак ни проглашена тада.
Устав је првобитно дефинисао Аустрију као парламентарну републику. Првобитно устав је био радикално парламентарног карактера. Дводомни парламент, који се звао Федерална скупштина, не само да је имао законодавну власт, већ и добар дио извршне власти. Владу је именовало Национално вијеће а не председник, а чланови Националног вијећа су бирани од стране оба дома Федералне скупштине, а не људи. Мандат председника био је четири, а не шест година. Председник је одговарао Федералној скупштини и није имао овлашћења да распусти Национално вијеће. Чак није имао много стварног утицаја ни на именовање судија Уставног суда, председник је био ограничен на готово искључиво церемонијалну улогу.
Улога и природа председника резултат су компромиса постигнутог током израде устава. Социјалдемократима би било драже да предсједник Националног вијећа служи као шеф државе, док су Хришћански социјалисти жељели предсједника са извршним овлаштењима сличним онима предсједника Њемачке. На крају, творци су донијели компромис - док је одвојено предсједавање било створено у складу са жељама Хришћанских социјалиста, његова улога била је готово у потпуности церемонијална како би смирила Социјалдемократе. У складу с тим уставним оквиром, Михаел Хајниш и Вилхелм Миклас су преузели функцију 9. децембра 1920. и 10. децембра 1928. године.
Међутим, парламентарни систем прописан уставом био је веома непопуларан, с обзиром на то да се ауторитарни покрет Хајмвер развијао током 1920-их. Хајмвер је био за систем који даје више овлашћења председнику. Дана 7. децембра 1929. године, под све већим притиском Хајмвера, устав је измијењен и допуњен како би се предсједнику пружила опсежна извршна и законодавна власт коју он формално још увијек има. Такође се тражило да се мандат добија гласањем народа на изборима на период од шест година. Први избори заказани су за 1934. годину. Међутим, због растуће светске финансијске кризе, све стране су се сложиле да суспендују изборе и да Миклас буде поново изабран од стране парламента.
Међутим, само три године касније, Отаџбински фронт - савез Хајмвера и Хришћанске социјалне партије - потпуно је срушио аустријски парламентаризам, формално укинувши устав 1. маја 1934. године. Иако је сада Аустрија била диктатура, моћ је била концентрисана у рукама канцелара, а не на страни председника. Вилхелму Микласу су одузета овлаштења која је стекао 1929. године, али се он ипак сложили да дјелује као фигура институционалног континуитета. Међутим, он није био потпуно немоћан - током кризе у Аншлусу, пружио је неке од најтврђих отпора нацистичким захтјевима.  Он је технички остао на функцији до 13. марта 1938, дана када је Аустрија припојена нацистичкој Немачкој и на тај начин изгубила суверенитет.
Када се Аустрија 27. априла 1945. поново успоставила као независна држава, вође партија које су формирале привремену владу одлучиле су да не стварају нови устав, већ су се вратили на онај из 1920. године, измењен 1929. године. Иако је та ревизија у том тренутку још увијек била помало контроверзна, она је била дио најновијег уставног оквира Аустрије, дајући јој барем неки пријеко потребан облик демократског легитимитета, а политичке странке су се бојале да би дуге расправе могле довести до тога да Црвена армија која је тада контролисала Беч, да преузме власт. Устав који је тако поново ступио на снагу 1. маја још увијек је укључивао одредбу којом се позива на предсједника који се бира народним изборима. Међутим, након избора у новембру 1945. године, Народна скупштина је привремено обуставила ову одредбу и од 20. децембра поставила Карла Ренера за предсједника Аустрије. Чини се да је ова суспензија мотивисана углавном недостатком новца: ниједан покушај није био учињен да би се то продужило, а бенигни седамдесетогодишњи Ренер био је ионако универзално поштован привремени шеф државе. Почевши од избора из 1951. године Ренеровог наследника Теодора Кернера, сви председници су заправо изабрани од стране народа.

## Избори
Предсједник Аустрије се бира народним изборима на шест година и ограничен је на два узастопна мандата. Гласање је отворено за све особе које имају право гласа на опћим парламентарним изборима, што у пракси значи да је право гласа универзално за све аустријске држављане старије од шеснаест година који нису осуђени на затворску казну у трајању од вишедужем од једне године. (Чак и тако, они добијају право гласа шест мјесеци након њиховог пуштања из затвора.)
До 1. октобра 2011. године, са изузетком чланова владајућих или бивших владајућих династичких породица (мјера предострожности против монархистичке субверзије, и првенствено намијењене члановима династије Хабсбург), свако ко има право гласа на изборима за Национално вијеће има најмање 35 година старости, има право на функцију предсједника. Изузетак владајућих или некада владајућих династија укинут је у међувремену у оквиру Wahlrechtsänderungsgesetz 2011 (Измјена закона о праву на гласање 2011) на иницијативу Улриха Хабсбурга-Лотрингена.
Предсједник се бира по систему два круга. То значи да ако ниједан кандидат не добије апсолутну већину (тј. више од 50%) гласова у првом кругу, онда се гласање понавља са гласачким листићим на којим могу да стоје само два кандидата који су добили највећи број гласова у првом кругу. Међутим, устав такође предвиђа да група која именује једног од ова два кандидата може умјесто тога да именује алтернативног кандидата у другом кругу. Ако на председничким изборима има само један кандидат, онда се бирачком тијелу даје могућност да прихвати или одбаци кандидата на референдуму.
Док је на функцији предсједник не може припадати изабраном тијелу или имати било коју другу позицију.

### Заклетва
Чланом 62 аустријског Устава прописано је да предсједник мора донијети сљедећу заклетву или потврђивање дужности у присуству Федералне скупштине (иако је допуштено додавање вјерске изјаве): 
"Свечано обећавам да ћу вјерно поштовати Устав и све законе Републике и да ћу испунити своју дужност према свом најбољем знању и увјерењу."

### Последњи избори
| Кандидати (чланство у странци)                                              | Кандидати (чланство у странци)                           | Први круг | Први круг | Други круг (поништен) | Други круг (поништен) | Други круг (поновљени) | Други круг (поновљени) |
| Кандидати (чланство у странци)                                              | Кандидати (чланство у странци)                           | Гласова   | %         | Гласова               | %                     | Гласова                | %                      |
| --------------------------------------------------------------------------- | -------------------------------------------------------- | --------- | --------- | --------------------- | --------------------- | ---------------------- | ---------------------- |
|                                                                             | Норберт Хофер (Аустријска странка слободе)               | 1,499,971 | 35.1      | 2,220,654             | 49.7                  | 2,124,661              | 46.2                   |
|                                                                             | Александар Ван дер Белен (Зелени)                        | 913,218   | 21.3      | 2,251,517             | 50.3                  | 2,472,892              | 53.8                   |
|                                                                             | Ирмгард Грис (независни)                                 | 810,641   | 18.9      |                       |                       |                        |                        |
|                                                                             | Рудолф Хундсторфер (Социјалдемократска партија Аустрије) | 482,790   | 11.3      |                       |                       |                        |                        |
|                                                                             | Андреас Кол (Аустријска народна странка)                 | 475,767   | 11.1      |                       |                       |                        |                        |
|                                                                             | Рихард Лугнер ( независни)                               | 96,783    | 2.3       |                       |                       |                        |                        |
| Важећи гласови                                                              | Важећи гласови                                           | 4,279,170 | 97.9      | 4,472,171             | 96.4                  | 4,597,553              | 96.8                   |
| Неважећи гласови                                                            | Неважећи гласови                                         | 92,655    | 2.1       | 164,875               | 3.6                   | 151,851                | 3.2                    |
| Укупно гласова                                                              | Укупно гласова                                           | 4,371,825 | 68.5      | 4,637,046             | 72.7                  | 4,749,404              | 74.2                   |
| Бирачи са правом гласа                                                      | Бирачи са правом гласа                                   | 6,382,507 |           | 6,382,507             |                       | 6,399,572              |                        |
| Извор: Bundesministerium für Inneres Архивирано на веб-сајту (23. мај 2016) |                                                          |           |           |                       |                       |                        |                        |

## Законитост аката

### Основе
Акти предсједника се називају резолуцијама. Већина њих захтева контра потписивање. Док се такозвани сертификати о именовању издају приликом именовања нове владе, отпуштање владе не захтијева писмену форму, већ само мора бити речено особама на које се односи. Влада се стога може одбацити и против своје воље.

### Савети и контра-потписивање
Иако устав даје предсједнику велику моћ, његови акти везани су за приједлоге и контра-потписивање, ако Устав не каже другачије. То значи да предсједник може постати активан само по савјету владе (или министра). Поред тога, већина поступака предсједника је ваљана само ако су потписани од стране канцелара или одговорног министра. То знатно умањује могућности предсједника да дјелује сам.
То, међутим, значи и да предсједник не мора прихватити ни приједлог владе. Могао би чак замијенити канцелара, примити такве приједлоге по жељи и распустити Национални савјет прије него што може покренути гласање о неповјерењу новом канцелару. До сада - иако то не би било неуставно - то никада није учињено из политичких разлога.
Сљедећи акти предсједника не захтијевају приједлог: 
- Именовање канцелара
- Отпуштање канцелара или целе владе
- Именовање привремене владе
- Инаугурација канцелара, министара, државних секретара, гувернера итд
- Превладавајућа доктрина и пракса такође искључују пуке представничке задатке из предлога

Следећи акти председника не захтевају контра-потпис: 
- Отпуштање владе
- Разрешење појединог министра (захтева се приједлог канцелара)
- Сазивање ванредне сједнице Националног вијећа
- Директиве у извршењу налаза Уставног суда

## Овласти и дужности

### Именовање владе
Председник именује канцелара и, по његовом савету, остале чланове владе и државне секретаре. Председник није везан за било какве законске спецификације приликом именовања канцелара. Међутим, пошто је Национално вијеће овлашћен да уклони сваког појединог члана владе или чак целу владу у било ком тренутку, гласањем о неповјерењу, предсједник је де факто обавезан да поштује већинске ситуације у оквиру Националног вијећа.
До 2000. године, био је неписани закон да предсједник задужи главног кандидата највеће странке за формирање нове владе. Као што је формација владе из 2000. године показала, предсједник не може присилити постојање мањинске владе. Иницијатива за формирање владе се стога мора у потпуности ослонити на заинтересоване стране. Пошто појединачне чланове владе именује председник, по савету канцелара, председник још увек може да одбије именовање предложеног министра или државног секретара.
До сада су позната само три случаја у којима је предсједник одбио именовати предложене владине кандидате. Карл Ренер је одбацио министра - осумњиченог за корупцију - за поновно именовање. Томас Клестил је одбио да именује два министра; један од њих је био укључен у кривични поступак, а други је често изјављивао екстремистичке и ксенофобичне изјаве током предизборне кампање. Године 1953. предсједник Теодор Кернер је отворено одбио захтјеве ОВП- канцелара Леополда Фигла да именује концентрациону владу уз судјеловање Федерације независних.

### Отпуштање владе
Председник није обавезан да слуша савјет када отпушта канцелара или целу владу. Према томе, он их може одбацити по свом нахођењу. Само отпуштање појединих чланова владе везано је за савет канцелара. До сада се никада није десило отпуштање целе владе против њене воље. Предсједник Вилхелм Миклас није искористио своје право отпуштања када је канцелар Енгелберт Долфус укинуо Устав да би прогласио аустријску федералну државу .

### Распуштање Националног вијећа
Предсједник може распустити Национално вијеће на захтјев владе, али само једном због истог разлога. Правне последице парламентарног распуштања од стране председника разликују се од оних које се односе на само-распуштање Националног вијећа. Ако предсједник заврши законодавни период, Национално вијеће се одмах распушта и тиме онеспособљава. Међутим, стални пододбор главног одбора остаје као комитет за хитне случајеве док се новоизабрани Национални савет не састане. Пре тога, председник може издати хитне указе на захтев владе и уз сагласност сталног пододбора главног одбора. У случају да се Национално вијеће само распусти, старо Национално вијеће се састаје док се не изабере ново.
До сада је само Вилхелм Миклас искористио право распуштања, након што је Хришћанска социјална партија изгубила коалиционог партнера, а тиме и већину у парламенту. Будући да сљедећи законодавни избори нису били у интересу владе, инструмент предсједничког распуштања парламента није примијењен.

### Распуштање Ландтага
Предсједник може распусти сваки Ландтаг (Покрајинска скупштина) на захтјев владе и уз сугласност Федералног вијећа. Међутим, он то може учинити само једном из истог разлога - као код распуштања Националног вијећа. Федерално вијеће мора пристати на распуштање двотрећинском већином. Представници државе чији ће Ландтаг бити распуштени не могу учествовати на гласању.
Распуштање Ландтага сматра се директном интервенцијом федералне владе у аутономију држава. Као и у случају распуштања Националног вијећа од стране предсједника, распуштени Ландтаг се сматра неспособним за дјеловање док се његов нови изабрани насљедник не састане. Ово још није користио нити један председник.

### Потписивање закона
Као "државни биљежник" и током уставног обликовања закона, председник потписује законе који тиме постају правно обавезујући. Ако је то случај, он мора потписати. Да ли и до које мјере предсједник има садржајну надлежност за испитивање у погледу уставне усклађености закона је спорно. Преовлађујуће мишљење претпоставља да у случају тешке и очигледне неуставности предложеног акта, предсједник мора одбити валидацију. То се десило само једном, када је Хајнц Фишер одбио да потпише закон који садржи ретроспективну кривичну одредбу. Одбијање потписивања, упркос уставности закона, могло би довести до подизања оптужнице пред Уставним судом.

### Заступање Републике
Председник представља Републику Аустрију и закључује међународне уговоре, од којих неки захтевају одобрење Националног вијећа. Када се Аустрија придружила ЕУ, дошло је до неслагања између предсједника Томаса Клестила и канцелара Франца Враницког, ко може представљати Аустрију у Европском вијећу. Материјално, правни став канцелара је превагнуо, међутим, предсједник је био мишљења да је то право делегирао само канцелару.

### Правило по указу
Предсједник је пуномоћник овлаштен за доношење хитне одлуке у вријеме кризе. Устав каже: "да брани очигледну, непоправљиву штету за ширу јавност, у време када се Национално вијеће не окупља и не може састати на време, на захтев владе, и уз сагласност сталног пододбора главног одбора. Председник има право да усвоји привремене прописе о изменама и допунама закона." Такве хитне уредбе не мијењају уставни закон и друге важне одредбе. Чим се Национално вијеће поново састане, активни хитни укази требају да буду потврђени у закону, ако их Национално вијеће прогласи неважећим, они се одмах укидају. Моћ да се донесу хитни укази још увек није коришћена.

### Извршење налаза Уставног суда
Председнику је поверено извршење налаза Уставног суда у предметима који нису предмет редовних судова. Захтев за извршење подноси сам Уставни суд. Устав даје шефу државе широка овлашћења за извршење. Надлежност извршења може обухватити државне и федералне власти, као и државу или републику у целини. Стога председник може издати директне наредбе свим федералним и државним органима, укључујући оружане снаге и полицију. Ако се то односи федерални орган или републику у цјелини, предсједникове директиве не захтијевају контра-потписивање.

### Главни официр за именовања
Председник именује савезне функционере, укључујући војне официре, судије и друге функционере. Ове овласти могу бити и обично су делегиране министрима. Међутим, врховне органе именује сам председник.
Предсједник такођер именује судије Уставног суда - предсједника Уставног суда, потпредсједника, шест других чланова и три замјеника на савјет владе; три члана и два замјеника на савјет Националног вијећа; Федерална скупштина именује три члана и једног заменика.

### Главнокомандујући
Предсједник је врховни командант (Oberbefehlshaber) и тиме (номинално) врховни ауторитет аустријских оружаних снага. Мада детаљне улоге улоге остају нејасне, она се не може посматрати само као церемонијална и симболичка, већ као веома моћна резерва права. У теорији, председничка војна команда није везана ни за један приједлог нити за контра-потписивање и надмашила би команде сваке друге војне власти (укључујући министра одбране).
Ниједан председник није искористио ову моћ. Свакодневне војне послове надгледа и води министар одбране, који се једноставно означава као "командант" (Befehlshaber) оружаних снага и сматра се његовим де факто највишим ауторитетом. Кључне одлуке о употреби оружаних снага обично доноси влада.
Као врховни командант предсједник насљеђује цара у својству врховног заповједника аустроугарске војске. Након пада монархије 1918. године, Главни одбор Националног вијећа је функционисао као највиши орган одлучивања тадашњег новооснованог Bundesheer. Године 1929, Хришћанска социјална странка је пренела врховну команду над оружаним снагама из Главног одбора предсједнику путем уставних амандмана, како би унаприједила ауторитарност у Аустрији.
Предсједник може дефинитивно донијети изванредне мјере регрутације и има широко право да буде обавијештен.

### Остала овлаштења и дужности
Предсједник има и многа друга права, која су обично дио дужности шефа државе. То укључује, на примјер, стварање и додјељивање почасних и професионалних звања  и де факто бесмислено право да се незаконита дјеца прогласе легитимном дјецом на захтјев родитеља. Међу председничким правима, која су формирана из једноставних савезних закона, је "Промоција под покровитељством предсједника државе", у којој студенти докторских студија са изванредним резултатима добијају прстен као поклон од председника. Поред тога, председник има право да прекине кривични поступак (право на укидање) или да помилује затворенике. Према судској пракси Уставног суда, акти предсједника о помиловању не само да поништавају саму казну, већ и повезану кривицу. Према томе, дисциплински поступак се више не може ослањати на такву пресуду: "Повраћај осуђујуће пресуде додијељене по милости предсједника и има за посљедицу да се пресуда више не може разматрати у случају дисциплинског поступка".

## Имунитет, уклањање и заступање

### Имунитет
Председник ужива пуну имунитет од судског или било ког другог званичног кривичног гоњења током свог мандата. Предсједник може бити процесуиран само уз изричит пристанак Федералне скупштине. Ако неко од власти намјерава гонити предсједника, мора се обратити "захтјеву за изручење" пред Националним вијећем. Ако Национално вијеће одобри кривично гоњење, канцелар ће сазвати Федералну скупштину, која ће затим одлучити о екстрадицији.

### Оптужница пред Уставним судом
Председник може бити тужен пред Уставним судом због "кршења устава ". Овај процес захтијева резолуцију или од стране Националног вијећа или Федералног вијећа; након такве одлуке, канцелар ће сазвати Федералну скупштину, која ће након тога одлучити о оптужници. Гласање Федералне скупштине одржава се у присуству најмање половине чланова Националног вијећа и Федералног савјета; потребна је двотрећинска већина.

### Уклањање
Председник може бити смјењен од стране народа само кроз плебисцит. За то је потребан захтев Националног вијећа за сазивање Федералне скупштине - таква одлука се формира са истим кворумима као и када се мења уставни закон, што значи да захтева присуство најмање половине посланика и двотрећинску већину. Ако је Национално вијеће прихватило такву одлуку, канцелар ће сазвати Федералну скупштину, која затим одлучује о захтеву. Већ на захтев Националног вијећа да сазове Федералну скупштину, председник је "спречен да обавља своју функцију" и представљају га три председника Националног вијећа. Ако народ одбаци да се предсједник повуче, референдум се третира као нови избор и узрокује тренутно распуштање Националног вијећа; чак и у таквом случају мандат предсједника не може бити дужи од дванаест година.

### Заступање
Устав не предвиђа канцеларију потпредседника. Ако предсједник оболи, или због неког другог разлога буде привремено онеспособљен, предсједникова овлаштења и одговорности преносе се на канцелара. Ако предсједник умре, буде опозван, удаљен са дужности због опозива или опозива, или из неког другог разлога, није у стању да обави дужност дуже од двадесет дана, предсједничке овласти и одговорности преносе се на Председништво Националног вијећа (који се састоји од три председника Националног вијећа).

## Оставка
Устав не садржи никаква правила о оставци, због чега је спорно да ли је оставка де јуре могућа.

## Правна заштита
Предсједник је посебно заштићен посебним казненим одредбама. Ово посебно укључује § 249 СТГБ, "Насиље и опасне пријетње предсједнику". Кривично дело припада петнаестом дијелу Кривичног законика, "Напади на врховне државне органе":
"Свако ко покуша да силом или опасним пријетњама смјени предсједника, или да га присили или спријечи да уопштено или на одређени начин изврши своје овласти, треба казнити казном затвора од једне до десет година."
Увреда председника, за разлику од већине кривичних дела, није приватно кривично гоњење, већ кривично дело овлашћења. Дакле, предсједник не мора лично дјеловати као тужитељ, већ делегира право на кривично гоњење тужилаштву. Пример за то је такозвана "афера грба-депонија". Наслов "Bundespräsident" (= предсједник) може - чак и уз додатак или у контексту других ознака - не смије користити било тко осим тренутног предсједника, јер је заштићен законом.

## Списак председника
| Портрет                    | Име                        | Животни вијек                             | Преузео службу             | Напустио службу            | Политичка странка              |                            |
| Прва република (1918–1938) | Прва република (1918–1938) | Прва република (1918–1938)                | Прва република (1918–1938) | Прва република (1918–1938) | Прва република (1918–1938)     | Прва република (1918–1938) |
| -------------------------- | -------------------------- | ----------------------------------------- | -------------------------- | -------------------------- | ------------------------------ | -------------------------- |
|                            | Михаел Хаиниш              | 15. август 1858. - 26. фебруар 1940       | 9. децембар 1920           | 10. децембар 1928          | независни                      |                            |
|                            | Вилхелм Миклас             | 15. октобар 1872. - 20. март 1956         | 10. децембар 1928          | 13. март 1938              | ЦС                             |                            |
| Друга република (од 1945)  |                            |                                           |                            |                            |                                |                            |
|                            | Карл Ренер                 | 14. децембар 1870 - 31. децембар 1950     | 20. децембар 1945          | 31. децембар 1950          | СПО                            |                            |
|                            | Теодор Кернер              | 23. април 1873. - 4. јануар 1957          | 21. јун 1951               | 4. јануар 1957             | СПО                            |                            |
|                            | Адолф Шерф                 | 20. април 1890. - 28. фебруар 1965        | 22. мај 1957               | 28. фебруар 1965           | СПО                            |                            |
|                            | Франц Јонас                | 4. октобар 1899. - 24. април 1974         | 9. јун 1965                | 24. април 1974             | СПО                            |                            |
|                            | Рудолф Кирхшлегер          | 20. март 1915. - 30. март 2000            | 8. јули 1974               | 8. јули 1986               | независни (номиновао SPÖ)      |                            |
|                            | Курт Валдхајм              | 21. децембар 1918. - 14. јун 2007. године | 8. јули 1986               | 8. јули 1992               | независни (номиновао ÖVP)      |                            |
|                            | Томас Клестил              | 4. новембар 1932. - 6. јул 2004           | 8. јули 1992               | 6. јули 2004               | ОВП независни                  |                            |
|                            | Хајнц Фишер                | рођен 9. октобра 1938                     | 8. јули 2004               | 8. јул 2016.               | СПО независни                  |                            |
|                            | Алекандер Фан дер Белен    | рођен 18. јануара 1944                    | 26. јануар 2017            | Тренутно                   | независни (подржан од Зелених) |                            |